# Santa Luzia do Norte
Santa Luzia do Norte é um município là một đô thị ở bang Alagoas, vùng đô thị Maceió. Dân số năm 2004 ước tính khoảng 6.692 người.